# Okan
L'Okan (in giapponese: 王冠, letteralmente «corona» o «corona del re») è un torneo professionistico di Go giapponese organizzato dalla filiale di Chubu della Nihon Ki-in, e sponsorizzato dallo Chunichi Shimbun. A differenza di altri tornei aperti a tutti i giocatori, solo i giocatori della filiale di Nagoya della Nihon Ki-in possono competere.
Si basa su di una singola partita giocata tra il detentore del titolo e uno sfidante, determinato tramite un torneo a eliminazione diretta con quattro teste di serie che partono direttamente dal secondo turno. La borsa del vincitore è di 1.700.000 Yen (€ 13.500).

## Vincitori
| Edizione | Anno | Vincitore           | Finalista             |
| -------- | ---- | ------------------- | --------------------- |
| 1        | 1953 | Michiharu Sakai     | Competizione a girone |
| 2        | 1956 | Tatsuaki Iwata      | Competizione a girone |
| 3        | 1957 | Michiharu Sakai     | Competizione a girone |
| 4        | 1958 | Tatsuaki Iwata      | Competizione a girone |
| 5        | 1959 | Tatsuaki Iwata      | Competizione a girone |
| 6        | 1960 | Toshihiro Shimamura | Masao Isogawa         |
| 7        | 1961 | Toshihiro Shimamura | Tatsuaki Iwata        |
| 8        | 1962 | Toshihiro Shimamura | Masao Isogawa         |
| 9        | 1964 | Toshihiro Shimamura | Masao Isogawa         |
| 10       | 1965 | Toshihiro Shimamura | Tatsuaki Iwata        |
| 11       | 1967 | Tatsuaki Iwata      | Toshihiro Shimamura   |
| 12       | 1969 | Tatsuaki Iwata      | Toshihiro Shimamura   |
| 13       | 1970 | Tatsuaki Iwata      | Masamitsu Tsuchida    |
| 14       | 1972 | Yasumasa Hane       | Tatsuaki Iwata        |
| 15       | 1974 | Toshihiro Shimamura | Yasumasa Hane         |
| 16       | 1975 | Toshihiro Shimamura | Yasumasa Hane         |
| 17       | 1976 | Tatsuaki Iwata      | Toshihiro Shimamura   |
| 18       | 1977 | Hiroshi Yamashiro   | Tatsuaki Iwata        |
| 19       | 1978 | Yasumasa Hane       | Hiroshi Yamashiro     |
| 20       | 1979 | Tatsuaki Iwata      | Yasumasa Hane         |
| 21       | 1980 | Tatsuaki Iwata      | Shigeru Baba          |
| 22       | 1981 | Hiroshi Yamashiro   | Tatsuaki Iwata        |
| 23       | 1982 | Hiroshi Yamashiro   | Yasumasa Hane         |
| 24       | 1983 | Yasumasa Hane       | Hiroshi Yamashiro     |
| 25       | 1984 | Hiroshi Yamashiro   | Yasumasa Hane         |
| 26       | 1985 | Hiroshi Yamashiro   | Tatsuaki Iwata        |
| 27       | 1986 | Hiroshi Yamashiro   | Yasumasa Hane         |
| 28       | 1987 | Hiroshi Yamashiro   | Masamitsu Tsuchida    |
| 29       | 1988 | Masaki Ogata        | Hiroshi Yamashiro     |
| 30       | 1989 | Masaki Ogata        | Tatsuaki Iwata        |
| 31       | 1990 | Masaki Ogata        | Yasumasa Hane         |
| 32       | 1991 | Masaki Ogata        | Yasumasa Hane         |
| 33       | 1992 | Yasumasa Hane       | Masaki Ogata          |
| 34       | 1993 | Hiroshi Yamashiro   | Yasumasa Hane         |
| 35       | 1994 | Hiroshi Yamashiro   | Masaki Ogata          |
| 36       | 1995 | Hiroshi Yamashiro   | Yasumasa Hane         |
| 37       | 1996 | Hiroshi Yamashiro   | Naoto Hikosaka        |
| 38       | 1997 | Hironari Nakano     | Hiroshi Yamashiro     |
| 39       | 1998 | Hironari Nakano     | Hiroshi Yamashiro     |
| 40       | 1999 | Naoki Hane          | Hironari Nakano       |
| 41       | 2000 | Hiroshi Yamashiro   | Naoki Hane            |
| 42       | 2001 | Hiroshi Yamashiro   | Hideki Matsuoka       |
| 43       | 2002 | Naoki Hane          | Hiroshi Yamashiro     |
| 44       | 2003 | Naoki Hane          | Naoto Hikosaka        |
| 45       | 2004 | Naoki Hane          | Hiroshi Yamashiro     |
| 46       | 2005 | Hiroshi Yamashiro   | Naoki Hane            |
| 47       | 2006 | Hideki Matsuoka     | Hiroshi Yamashiro     |
| 48       | 2007 | Naoki Hane          | Hideki Matsuoka       |
| 49       | 2008 | Naoki Hane          | Hiroshi Yamashiro     |
| 50       | 2009 | Naoki Hane          | Hiroshi Yamashiro     |
| 51       | 2010 | Hiroshi Yamashiro   | Naoki Hane            |
| 52       | 2011 | Naoki Hane          | Hiroshi Yamashiro     |
| 53       | 2012 | Naoki Hane          | Hironari Nakano       |
| 54       | 2013 | Naoki Hane          | Hironari Nakano       |
| 55       | 2014 | Naoki Hane          | Hiroshi Yamashiro     |
| 56       | 2015 | Naoki Hane          | Masaki Ogata          |
| 57       | 2016 | Atsushi Ida         | Naoki Hane            |
| 58       | 2017 | Atsushi Ida         | Yuta Mutsuura         |
| 59       | 2018 | Atsushi Ida         | Hironari Nakano       |
| 60       | 2019 | Atsushi Ida         | Masaki Ogata          |
| 61       | 2020 | Atsushi Ida         | Yu Otake              |
| 62       | 2021 | Atsushi Ida         | Yu Otake              |
| 63       | 2022 | Atsushi Ida         | Yuta Mutsuura         |
| 64       | 2023 | Atsushi Ida         | Yuta Mutsuura         |
| 65       | 2024 | Atsushi Ida         | Yuta Mutsuura         |
| 66       | 2025 | in corso            | in corso              |